# Curia Romană
Curia Romană (în latină Curia Romana, în trad. "Curtea romană") este aparatul administrativ al Sfântului Scaun care coordonează și realizează organizarea Bisericii Catolice. Este echivalentul guvernului (executivul unui stat suveran).

## Organizare
Curia Romană este alcătuită din următoarele organe:
- Secretariatul de Stat al Sfântului Scaun
  - Secțiunea pentru afacerile generale
  - Secțiunea pentru raportul cu statele

- Dicasterii
  - Dicasteriul pentru Evanghelizare
  - Dicasteriul pentru Doctrina Credinței
  - Dicasteriul pentru Promovarea Dezvoltării Integrale a Omului
  - Dicasteriul pentru Bisericile Orientale
  - Dicasteriul pentru Cultul Divin și Disciplina Sacramentelor
  - Dicasteriul pentru Cauzele Sfinților
  - Dicasteriul pentru Cler
  - Dicasteriul pentru Institutele de Viață Consacrată și Societățile de Viață Apostolică
  - Dicasteriul pentru Educația Catolică
  - Dicasteriul pentru Episcopi
  - Dicasteriul pentru Promovarea Unității Creștinilor
  - Dicasteriul pentru Mireni, Familie și Viață

- Instanțe de judecată:
  - Tribunalul Suprem al Signaturii Apostolice
  - Tribunalul colegial al Scaunului Apostolic Rota Romana
  - Sacra Paenitentiaria

- Sinodul Episcopilor

- Birouri
  - Camera apostolică
  - Administrația patrimoniului Scaunului Apostolic
  - Prefectura pentru afacerile economice ale Scaunului Apostolic
  - Prefectura pentru Casa Pontificală
  - Biroul Celebrărilor Liturgice ale Suveranului Pontif

- Consilii Pontificale
  - Consiliul Pontifical pentru Interpretarea Textelor Legislative
  - Consiliul Pontifical pentru Dialogul Inter-religios
  - Consiliul Pontifical pentru Cultură
  - Consiliul Pontifical pentru Comunicațiile Sociale

- Comisii Pontificale
  - Comisia Pontificală pentru Bunurile Culturale ale Bisericii
  - Comisia Pontificală pentru Arheologia Sacră
  - Comisia Pontificală Biblică
  - Comisia Pontificală pentru revizuirea Vulgatei
  - Comisia Teologică Internațională
  - Comisia Pontificală pentru congresele Euharistice Internaționale
  - Comitetul Pontifical pentru Științele Istorice
  - Comisia Pontificală "Ecclesia Dei"
  - Comisia Pontificală pentru Statul Vatican
  - Comisia Pontificală pentru America Latină
  - Comisia Pontificală pentru Curia Romană

- Garda elvețiană

- Academiile Pontificale
  - Academia Pontificală Ecleziastică
  - Academia Pontificală "Cultorum Martyrum"
  - Academia Pontificală a Științelor
  - Academia Pontificală a Științelor Sociale
  - Academia Pontificală Teologică
  - Academia Pontificală pentru Viață

- Biroul muncii al Scaunului Apostolic
- Alte instituții legate de Scaunului Apostolic